# Муанза (залив)
Вижте пояснителната страница за други значения на Муанза.
Заливът Муанза (на английски: Mwanza Bay) се намира в южната част на езерото Виктория. Това е дълъг тесен залив, навлизащ дълбоко в сушата на Танзания с координати 32°50' и.д. и 2°34' ю.ш. Надморската му височина е 1134 m, заема площ от 250 km2, а входът към него е с ширина 5 km.
Бреговата линия е силно нарязана, преобладаващо скалиста, а самият залив се разделя на три ръкава във вътрешността на сушата. На брега в източната част на входа му е разположен град Муанза, втори по големина в Танзания.